# Луг (Львівський район)
Луг — село в Україні, у Львівському районі Львівської області. Населення становить 166 осіб. Орган місцевого самоврядування - Рава-Руська міська рада.

## Історія
До 1940 року Луг входив до складу села Потелич.